# Khuzestan

Comtats de Khuzestan

Khuzestān (persa: خوزستان) és una de les 31 províncies de l'Iran al sud-oest del país, a la frontera amb Iraq (província de Bàssora) i el golf Pèrsic. La capital n'és Ahvaz. La superfície és de 62.238 km² i la població el 2006 de 4.274.979 habitants. Altres ciutats de la província són Behbahan, Abadan, Andimeshk, Khorramshahr, Bandar Imam, Dezful, Shushtar, Omidiyeh, Izeh, Baq-e-Malek, Mah Shahr, Dasht-i Mishan/Dasht-e-Azadegan, Ramhormoz, Shadegan, Susa, Masjed Soleiman, Minoo Island i Hoveizeh. La província portava anteriorment al 1926 el nom d'Arabistan i els independentistes àrabs del Khuzestan l'anomenen Ahwaz.

## Història antiga
Era el país dels Huz o Khuz (Hussi, Kussi). Estrabó l'esmenta com a Uxii, igual que Plini el Vell. Fou una regió de Pèrsia que correspon aproximadament a l'Elam antic i la Susiana clàssica. Del Khuz, deriva Khuzestan i d'Huz deriva Ahwaz. La mateixa etimologia té la població d'Hawiza.
Sota els aquemènides fou la província d'Uvaja, amb Susa com a capital. Sota els sassànides, va formar part de la gran província (pashghos) de Nemroz ('província del Sud') dividida en set kures (kura = 'districte').
El primer atac àrab (després d'un petit raid de reconeixement més enllà del Kharun) fou fet el 638 per Abu Musa al-Ashari; Ahwaz va ser ocupada i la província estava a les seves mans el 640.

## Historia a l'edat mitjana
Dependència del govern de Bàssora al segle ix, fou una província separada del califat que va patir seriosament els atacs dels zanj, que van damnar de manera considerable el sistema de reg de la província. Va caure en mans dels buwàyhides, sota els quals fou en diversos moments un govern separat en mans d'una línia buwàyhida i altres dependències, generalment de la branca de Bagdad.
El 1054, va passar als seljúcides i després del confós període dels atabegs, entre el final dels seljúcides al segle xii i la invasió mongola al segle xiii, fou dominada pels mongols quedant dintre el kanat Il-kan i després de 1335 va passar a mans jalayírides.

## Domini muzaffàrida
Pir Ali Badak, un dels caps de la noblesa d'Hamadan, va fugir a Shiraz on fou ben rebut pel muzaffàrida Shah Shuja i enviat al Khuzestan, regió que va sotmetre (1378 o 1379). Va designar com a governador amb seu a Shushtar al seu nàïb (ajudant), Islam, i ell mateix va anar a Bagdad on havia estat cridat pel rebel príncep jalayírida Shahzada Shaykh Ali ibn Uways i va encunyar moneda en nom de Shah Shuja i va llegir la khutba en el seu nom. En aliança amb aquest príncep jaliyírida, Badak es va enfrontar al sultà Husayn ibn Uways, que va enviar a l'amir Adil Agha, obligant a Ali i Pir Budak a evacuar Bagdad i anar cap a Shushtar. Husayn va entrar a Bagdad sense oposició i es va quedar allí per disfrutar dels plaers de la gran capital, mentre Adil Agha era enviat en persecució dels dos fugitius. Shushtar fou assetjada un temps i finalment Shaykh Ali i Pir Budak van pactar la submissió i el compromís de no interferir mes en el govern de Bagdad a canvi de conservar el govern de Shushtar sota domini muzaffàrida. Adil Agha va tornar aleshores a Bagdad i des d'alli, amb la major part de l'exèrcit, a Sultaniya.
No havia passat molt de temps quan a la meitat del hivern probablement del 1380 al 1381, cridats per una facció bagdadí, Pir Ali Badak i Shaykh Ali van retornar a Bagdad. Husayn va enviar als amirs Mahmud Uka i Omar Kipchak, pero els dos generals, tot i que van combatre be, foren derrotats i fets presoners per Pir Ali Badak, i les seves forces foren gairebé aniquilades. Quan Husayn ho va saber es va retirar cap a Tabriz (1380/1381) on va arribar amb dificultats i Shaykh Ali va recuperar el govern de Bagdad.
El 1382 Husayn fou assassinat per Ahmad ibn Uways i va dominar Tabriz, però va haver d'enfrontar aleshores tant a un altre germà, Baiazid ibn Uways, aliat al general Adil Agha, com al mateix Ali [ibn Uways o ibn Hasan] i el seu general Pir Ali Badak. Ahmad va poder desactivar l'amenaça d'Adil i Baiazid, però Shaykh Ali i Pir Baduk van sortir de Bagdad en direcció a l'Azerbaidjan. Ahmad els va sortir al encontre i la batalla es va lliurar al Huft Rud (Set Rius). L'ala esquerra del sultà Ahmad anava manada per l'amir Umar Kipchak que va fer defecció i es va unir a Shaykh Ali. Ahmad va abandonar el camp de batalla i per la ruta de Khoy va fugir cap a Naxçıvan on es va trobar amb el seu aliat Kara Muhammad dels Kara Koyunlu que estava disposat a donar-li suport i el qual, amb cinc mil homes, va marxar contra l'exèrcit de Shaykh Ali i Pir Budak als que va derrotar, morint els dos caps en el combat; els kara koyunlu van obtenir un botí considerable que es van emportar a les seves tendes (yuruts). Bagdad va tornar a mans d'Ahmad ibn Uways, i conservant els muzaffàrides el Khuzestan.
Shah Mansur, el nebot de Shah Shuja, que havia anat al Mazanderan vivia a la zona com un fugitiu; es va presentar a Sultaniya i va oferir els seus serveis a Adil Agha; però aquest, reclamant ser lleial a Shah Shuja, el va arrestar i empresonar; poc després no obstant fou alliberat i va poder anar a Bagdad on Ahmad ibn Uways el va rebre favorablement tot i que no obstant dubtava de la seva sinceritat. Aquests fets foren coneguts per Islam, el governador de Shushtar, que en va informar a Shah Shuja. Aquest va enviar un petit contingent a Shushtar manat per Pahlawan Ali Shah Marniyani, que quan va poder agafar el control va decidir pel seu compte expulsar a Islam, però el complot va fracassar i ell mateix fou mort. Ahmad va enviar poc després a Shushtar a Shah Mansur on va poder entrar mercès el suport de certs xeics locals; però quan va tenir el poder va eliminar els seus possibles rivals i va començar a fer incursions a Luristan, matant i saquejant a la població de la zona.
L'atabeg del Luristan, Pashang es va queixar a Shah Shuja i li va demanar l'enviament d'un exèrcit que pogués ocupar Shushtar i Khuzestan. Al mateix temps que l'ambaixador lur, també va arribar a la cort de Shah Shuja un ambaixador de Bagdad, que en nom d'Ahmad ibn Uways es queixava que Sariq Adil Agha havia col·locat en el tron a Sultaniya a Baiazid ibn Uways, germà petit d'Ahmad, el que provocava la guerra civil entre els germans. Shah Shuja va atendre als dos ambaixadors i va prometre marxar a Sultaniya amb un exèrcit i al seu retorn, anar a Shushtar per atendre la petició de Luristan passant també pel Petit Luristan o Lur-i-Kučik.
A la tornada de Qazwin, i després de passar pel Lur-i Kučik Shah Shuja va marxar per una ruta difícil i per les muntanyes fins a Dizful i Shushtar; l'exèrcit va patir molt pel fred (era hivern) però va arribar finalment a Shushtar en un moment d'intensa pluja que va durar uns quants dies fins que finalment el temps es va aclarir. Finalment va arribar l'atabeg Shams al-Din Pashang de Lur-i Buzurg mentre que per l'altre costat del riu on estava Shah Shuja va arribar Shah Mansur, amb 500 o 600 homes ben equipats; allí van restar les dues parts una setmana, ja que el riu baixava amb massa cabdal per ser creuat. Es van produir converses de pau; Shah Shuja estava a un costat del riu i Shah Mansur a l'altra i això fou el més prop que els dos homes van estar. Finalment Shah Shuja es va retirar prometent a l'atabek que enviaria un exèrcit des de Shiraz sota el comandament de Sultan Baiazid ibn Uways per reforçar-lo i va marxar a Shushtar per la via de Kuh-Gayluya. Shah Shuja va tornar a Shiraz, mentre l'atabeg tornava a Idaj (moderna Malamir). Durant el camí Faraj Agha va desertar l'exèrcit de Shah Shuja i se'n va anar a Shushtar passant al servei de Shah Mansur.
El 1387, davant de l'amenaça de Tamerlà, Sultan Zayn al-Abidin Ali que no es volia sotmetre, va decidir marxar temporalment del país amb els seus amirs, soldats i tresors, abandonant Shiraz en direcció a Bagdad. En el camí va arribar a Shushtar on es va trobar amb Shah Mansur; aquesta vegada si que les tropes farsis amb el sobirà muzaffàrida van travessar el riu i Zayn al-Abidin fou conduit a la rodalia de la ciutat, on va acampar. Fou atès hospitalàriament per Shah Mansur i va rebre la visita de la dona d'aquest últim (que era filla de Shah Shuja i, per tant, germana o mitja germana de Zayn al-Abidin) i el seu fill Sultan Ghadanfar.
Gradualment la confiança va créixer entre les dues parts; primer els soldats de Zayn al-Abidin i finalment ell mateix amb els seus capitans, es va aventurar a visitar la ciutat de Shushtar, fins que estant al interior, de sobte Shah Mansur va fer detenir i lligar a Zayn al-Abidin i als seus oficials i es va apoderar del tresor i propietats; després va convidar als soldats a entrar al seu servei, cosa que molts van fer. A Siraz havia quedar al comandament Shah Yahya, germà de Shah Mansur, encarregat de buscar regals per satisfer a Tamerlà; la situació ara havia canviat doncs Shah Yahya exercia el govern mentre que Tamerlà havia retornat ja cap a Samarcanda. Zayn al-Abidin fou tancat a la ciutadella de Shushtar i comptant amb el servei de molts dels que havien estat els seus amirs i dels soldats del Fars (uns milers d'homes) i de les seves pròpies forces (uns 600 homes), Shah Mansur es va dirigir a Shiraz. Shah Yahya, incapaç de fer-li front per manca de mitjans (ja que l'exèrcit havia sortit del país i les forces de les que podia disposar eren limitades a uns centenars de soldats), es va retirar a Yadz, el seu feu tradicional. Shah Mansur es va apoderar de Shiraz a la que va entrar sense oposició; va detenir als principals nobles i va fer cegar a l'amir Ghiyath al-Din Mansur Shul que se li oposava (1387).
Esfahan havia patit molt del pas de Tamerlà, que havia provocat una massacre a la ciutat (200.000 morts segons es diu tradicionalment, i al menys 30.000 segons sembla mes probable) i els nobles partidaris de Zayn al-Abidin es devien entendre amb la part de la noblesa que volia un sobirà especific i van gestionar que Zayn al-Abidin fos enviat allí. Els guardians que el custodiaven a Shushtar, de bona fe o subornats, hi van accedir i Zayn al-Abidin fou enviat a Esfahan on va assolir el govern d'aquesta part de l'Iraq Ajamita (1388).

## Domini timúrida
El 1393 Tamerlà va deixar el seu quarter de hivern al Mazanderan i es va dirigir a Sultaniya i rodalia que va sotmetre; després es va dirigir a Hamadan on va enviar a Muhammad Sultan Bahadur a través del Kurdistan amb ordres de reunir-se amb l'exèrcit principal a Huwayza i Dizful; al mateix temps el príncep Umar Shaykh Bahadur fou enviat via Qom (Kum o Qum), Awa, Sawa i part del Lur-i-Buzurg i del Lur-i Kučik al mateix punt de trobada. Malik Izz al-Din Husayn de Lur estava en aquest moment en plena disputa amb el seu fill però al saber que s'acostaven les forces de Tamerlà pare i fill van fer les paus i van fugir de Lur-i Kučik en direcció oposada al invasor. Tamerlà, deixant a Amir Sayf al-Din Qultash amb 500 homes per controlar Burujird, i a l'emir Hajji Timur Buqa i Shaykh Sistani, amb el mateix nombre de soldats, per controlar Khurramabad, va avançar cap a Shushtar via Samra i Dizful, ciutat aquesta darrera en la qual fou rebut pels nobles i caps.
Tamerla va enviar a Umar Shaikh cap a Huwayza que estava governada per Islam en nom de Shah Mansur; Islam no va oferir resistència i va fugir i el príncep hi va poder entrar sense lluita. Ali Kutwal i l'amir Isfandiyar que governaven Shushtar per compte de Shah Mansur, van fugir cap a Shiraz i Tamerlà va entrar sense oposició a Shushtar. Khwaja Masud amb 1000 homes es va establir com a guarnició de Shushtar i Hasan-i-Rashid amb un altre contingent a Huwayza; un oficial khurasani va ser l'encarregat de la guarnició de Dizful. Tamerlà va avançar per Bahbahan cap a Siraz.
El 1394 quan el governador de Bagdad Ali Sabzawarí va haver d'evacuar Bagdad a causa d'un atac de l'antic emir jalayírida Ahmad ibn Uways amb el suport de forces mameluques, es va retirar cap a Shushtar. El domini timúrida no fou molt consistent, a causa de la presència jalayírida i l'activitat dels lurs. Rustem va assolar la vila de Lorasterek a la regió de Ramhormuz i Dezful a la frontera de Luristan i Khuzestan; a Dombdar va derrotar a la gent de Saki i Febli (possiblement caps locals lurs) i després va devastar Bad (Wasit?) i Bàssora (anomenada Bàcia) on va capturar nombrosos esclaus; tot seguit va arribar a Mendeli (setembre de 1399) on el governador Mir Ali Kalender va oferir resistència però fou derrotat; onze dels seus homes foren executats i la ciutat fou saquejada. Tamerlà va designar governador del Khuzestan a l'amir Shirwan que va decidir que volia enriquir-se i va anar augmentant les seves exaccions fins a arribar a Shams al-Din Dehdar que era el principal notable de la província, i a altres notables destacats. També va fer matar el governador d'Hawiza. Finalment va entrar en rebel·lió oberta i amb uns mil homes fidels se’n va anar a Bagdad on va oferir els seus serveis al sultà Ahmad. Aquest el va acollir molt be. Però Shirwan va intentar subornar a diversos amirs i notables i els pagaments (importants) que els va fer eren apuntats pel seu comptable, i per un error les notes van caure en mans de Kara Bahadur, oficial del sultà, que va informar a aquest; els implicats, incloent Shirwan, foren executats. Finalment el sultà va fugir a Síria i a territori de l'otomà Bayazid I.
El 1402 Pir Muhammad ibn Umar Shaikh, acompanyat de l'amir Sulayman Xah, va saquejar Dubendat i es va apoderar dels territoris del caps o les tribus lurs dels Fili i els Saki. Després es va reunir amb tropes manades pel príncep Rustem de Shiraz, que venia a passar el hivern a Shushtar. Junts van marxar cap a Abadan i Wasit. El kurd Shaikh Avis els va guiar per un pas natural del riu (una zona de poca fondària que es podia creuar caminant) anomenat Kupeser. Van arribar a Mabedia i d'allí van anar a saquejar als àrabs d'Abadan, fent un considerable botí de cavalls i camells i retornant després a passar el riu i es van dirigir a Shushtar on l'amir Sulayman Xah va confirmar en el govern a Dukom; a Dizful fou confirmat Muhammad Adjab Shir i a Hawiza Timur Khoja ; com a governador general del Khuzestan a Shams al-Din Dehdar. De tots ells Sulayman Xah va percebre considerables sumes per facilitar la seva confirmació
A la primavera del 1408, Pir Muhammad de Fars, Esfahan i Yadz, va enfrontar la revolta dels governadors del Khuzestan, Khond-Said Barles (a Hawiza), Xaikh Zade (Xuixtar) i Tavakul Barles (Dizful). Pir Muhammad va arribar a Ramhurmuz i va enviar diversos amirs amb un missatge oferint el perdó. Els amirs rebels es van reunir i finalment van decidir sotmetre’s quan ja Pir Muhammad estava prop de Xuixtar. Va poder entrar a aquesta ciutat on va romandre uns dies i d'allí va anar a Dizful on va restar dos dies o tres per dirigir-se finalment a Hawiza on va rebre l'homenatge dels caps kurds i àrabs incloent els àrabs de les maresmes. Pir Muhammad va entrar al territori de Beïat o Bayat que depenia del govern de Bagdad però a causa de les febres de la zona va haver d'abandonar la regió però hi va deixar oficials fidels per mantenir-la sota el seu domini. Finalment va retornar a Siraz.
El sultà Ahmad ibn Uways va saber que Pir Muhammad havia retornat a Siraz i va reunir les seves forces i al hivern del 1408 al 1409 sobtadament es va dirigir a Huwayza (Hawiza) i la va assetjar. La guarnició fou sorpresa i no va tenir temps de fugir, sent gairebé tots liquidats; algun però foren fets presoners i el sultà no els va fer matar. Pir Hajji Kukeltaix, governador de Dizful, al saber la notícia, va abandonar la seva ciutat i es va retirar a Xuixtar; l'amir Isen, que no se sentia segur a Xuixtar, es va retirar a Ramhurmuz. Pir Muhammad va enviar als amirs Anuixirwan Barles i Tulek que es van reunir amb Isen a Ramhurmuz. Ahmad es va apoderar sense lluita de tot el Khuzestan i es va dirigir a Ramhurmuz. A la nit els defensors van veure els milers de torxes, es van espantar i van evacuar Ramhurmuz. La ciutat fou ocupada, la fortalesa destruïda, la població portada a Xuixtar i el cadi Kutb al-Din executat. Masuk Nizedar va rebre el govern del Khuzestan. A meitat del hivern del 1408 al 1409 el sultà va retornar a Bagdad.
A la segona meitat del segle xv hi va haver conflictes entre timúrides i turcmans. Aprofitant la situació es va establir una dinastia local àrab xiïta anomenada Mushasha amb seu a Hawiza, a l'antic curs del Kharha, al Khuzestan occidental, i durant 70 anys fou independent. El 1508, Hawiza, Dezful i Shushtar foren ocupades pels safàvides de Pèrsia, després d'haver ocupat Bagdad, i el sayyid mushahsa es va sotmetre i va poder conservar la zona occidental del Khuzestan, com a vassall safàvida fins al segle xviii. Aquesta part dels Khuzestan fou coneguda des de llavors com a Arabistan perquè, tot i ser domini persa, estava poblada per àrabs. El sayyid mushasha va rebre el títol de wali d'Arabistan, el grau més alt entre els governants de les marques o terres frontereres i, dins de les quatre categories d'aquests governs, el wali d'Arabistan en tenia al seu torn la més alta.

## Història moderna
Els perses van començar a ocupar la zona el 1508, però el 1514 els otomans la van reconquerir, per caure de nou en mans perses el 1529. Pel tractat d'Omassiyah, del 1542, va ser reconeguda possessió otomana.
Els perses van conquerir altre cop la regió el 1623 i la van conservar fins al 1639, quan el tractat de Qasr-e-Shirin la va retornar als otomans. A començaments del segle xviii, els perses van iniciar la penetració al districte d'Hawizah, però finalment el tractat d'Amir Ashraf de 1727 va restablir l'anterior situació; el 1729, Nadir Shah va ocupar la regió militarment i va imposar el vassallatge als mushasha (que jugaven hàbilment entre els dos poders), però els otomans l'haurien reconquerida a la mort de Nadir Shah el 1747. En el segle xviii i començaments del XIX, les tribus àrabs dels Banu Kab i Banu Lam establertes a la zona van deixar cada cop menys poder als mushasha. Els Banu Kab s'havien establert en gran nombre al segle xvii i, units a les tribus locals, van adquirir un gran poder cap al final del segle, coincidint també amb l'eclipsi persa a la mort de Nadir Shah i sota els zand. L'establiment dels àrabs i la seva hostilitat amb els iranians, els danys que van causar a l'agricultura els nòmades àrabs emigrats i les tribus depredadores dels luris i bakhtiyaris, i els atacs a les caravanes dels Banu Lam, van causar una accentuada decadència econòmica de la província. La inestabilitat i debilitat del govern central, amb excessius canvis de governador i males gestions, no contribuïen a aturar la situació. Els xeics àrabs van començar a recaptar impostos i va arribar que ho feien cinc i sis vegades a l'any, empobrint la gent.
Abans del 1800, el Banu Kab exercien el seu domini efectiu entre Bàssora i Bihbihan (a Fars) i s'havien fet xiïtes, atraient les poblacions perses. Els Banu Lam eren nòmades que es van establir al curs inferior del Tigris entre 1788 i 1846; unes 18.000 famílies (125.000 persones) es van establir a la zona en aquests anys i es van sedentaritzar. El 1812, els àrabs Muntafiq van emigrar a Hawiza i van expulsar els Banu Kab; els Banu l-Muntafik van restar sunnites. Al segle xix, el nom d'Arabistan es va traslladar a tota la província i no sols a la part occidental.
El 1818, la regió fou atacada pels perses, però una vegada més la sobirania otomana fou confirmada pel tractat d'Ard Roum el 1823. El poder principal era el xeic de la tribu Bani Kaab, que considerava que la seva autonomia estava millor preservada sota domini otomà. Pèrsia va reclamar contínuament el territori i una comissió russobritànica va establir el 1851 la frontera entre ambdues parts a Mohammara, però l'acord mai no fou signat oficialment. Finalment, el 1865 es va decidir que cada districte correspondria a qui l'ocupés de fet, cosa que afavoria els otomans, però sobretot els caps locals àrabs.

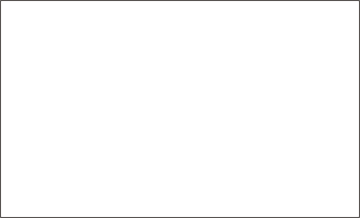
Bandera blanca de la dinastia Banu Kab que governava el xeicat independent de Mohammara, fins vers el 1925

El 1902, Gran Bretanya va reconèixer la independència del xeic d'Al-Ahwaz i el 1905 va signar un tractat d'aliança amb el xeic Kazaal (el darrer xeic d'Ahwaz), de manera similar al signat amb el xeic de Kuwait. El 1908, es va descobrir petroli a Masdjid-i Sulayman. El 1913, Pèrsia i l'Imperi Otomà van ratificar el tractat d'Ard Roum, amb una clàusula addicional que reconeixia els drets de sobirania del xeics d'Al-Ahwaz, anomenat xeic de Mohammara, sobre la regió. Amb la derrota otomana al final de la Primera Guerra mundial, des del 1917, de fet, el territori fou plenament independent.
El 20 d'abril de 1925, els perses van envair el territori; els britànics van al·legar que el xeic Kazaal estava sota la seva protecció, però no van voler o saber impedir l'atac i van permetre l'ocupació del país per les forces del xa en poques setmanes, i llavors es va formar la província d'Arabistan i després Khuzestan. Fadlallah Khan Zahidi fou nomenat governador. Fins a aquestes dates, la bandera en ús al país era totalment blanca i s'anomenava Baiyoodh ('La blanca'), en relació amb una llegenda sobre un ocell blanc. Kazaal fou capturat i enviat a Teheran, on fou obligat a abdicar en el seu fill Khaseb, que es va reconèixer vassall de Pèrsia i va denunciar tots els tractats fets amb altres països, excepte els fets amb Pèrsia. La llengua àrab fou prohibida. Les tribus àrabs van ser hostils al nou govern i, al cap de tres mesos, els antics soldats de Kazaal es van revoltar (juliol del 1925), dirigits per Shalash i Sultan, proclamant la independència d'Al-Mohammara i hissant la bandera nacional, que fou vermella, blanca i negra. L'artilleria persa va posar fi a la revolta.
No va tardar a esclatar una altra rebel·lió dirigida pel xeic Abdel Mohsen Al Khaqani amb centre a Al-Mohammara, però tanmateix fou dominada. El 1928, es va revoltar Mohieddine Az Zebaq, cap de les tribus Churfa, al districte d'Al-Hawizah, formant un govern que va resistir sis mesos. El 1929, es va rebel·lar el xeic Hadi Kashef al Ghata, rebel·lió que es va mantenir, encara que a baix nivell, fins al 1939. L'exxeic Kazaal va morir a Teheran el 1936.
La II Guerra mundial i el petroli van fer redreçar l'economia provincial i, especialment el 1938, quan es va acabar el ferrocarril transiranià, que passava per Ahwaz i arribava al sud fins a Bandar-i Shahpur.
El 1940, va esclatar la revolta del xeic Haidar Al Kaabi a Al-Minauw, però fou capturat i executat. El 1943, es va rebel·lar Khasseb, fill de l'exxeic Kazaab, al qual va seguir el seu germà Abdallah el 1945. El 1946, es va formar i es va rebel·lar el partit As Saadah (El Saadeh), dirigit per Husein Fatami, que va acabar executat pels perses. El 1949, Jounos A l'Assi es va revoltar a Al-Besitien sense èxit.
El 1956, es va crear l'Ahwaz Liberation Front (ALF), que va donar pas el 1960 al National Front for the Liberation of Al Ahwaz (NFLA) i el 1968 al Peoples Front for the Liberation of Al Ahwaz (PFLA), el nom del qual fou canviat el 7 de febrer de 1979 per "Arab Revolution Movement for the Liberation of Al-Ahwaz" (ARMLA).
El petroli va portar la riquesa i ciutats com Abadan i Khorramshahr van créixer extraordinàriament. Nombrosos camps de petroli es van obrir a la província i foren units per carreteres i per oleoductes a la refineria d'Abadan i a Bandar-i Mahshahr (antiga Bandar-i Mashur). El poble d'Abadan, amb uns centenars d'habitants el 1925, va passar a ser la cinquena ciutat de l'Iran (325.000 habitants el 1975). El port d'aigües fondes de l'illa de Kharg es va obrir el 1961 i, el 1962, l'embassament de Muhammad Reza Pahlevi al Diz, que van abastir d'aigua la província per a usos personals, industrials i de reg. Es van planejar nous embassaments construïts els següents anys. La Universitat de Djundishahpur es va desenvolupar de manera ràpida.
A la província de Khuzestan, es va formar el 1979 l'Arab Political Cultural Organization (APCO), que va demanar algunes concessions l'abril d'aquell any i se li va permetre formar un consell provincial amb autonomia limitada; no obstant això, els Guardians de la Revolució tenien una forta presència a Khorramshahr. El 14 de juny de 1979, un grup d'oposició anomenat Arab Popular Movement in Arabistan va atacar les refineries (l'anomenat Dimecres Negre) i el 3 d'abril de 1980 el mateix grup va ocupar l'ambaixada de l'Iran a Londres, demanant l'alliberament de 91 àrabs detinguts pel règim iranià; després, foren acusats de ser un moviment d'oposició iranià amb suport iraquià. El seu líder "Salim" (Awn Ali Mohammed) i quatre membres més del grup van morir en l'assalt policial i un sisè membre, Fowzi Badavi Nejad, fou capturat i condemnat a presó de per vida.
Els moviments d'oposició van haver de sortir del país.
La província fou el principal teatre de les operacions iraquianes en la guerra entre Iran i Iraq del 1980 al 1988. La refineria d'Abadan fou destruïda, diverses ciutats i llocs foren destruïts incloent-hi llocs artístics i històrics; la meitat de la província fou ocupada pels iraquians (1980-1982) amb lluites; milers d'habitants van fugir de la província. El 1982, els iranians van passar al contraatac i van expulsar les forces de Saddam Hussein. La Batalla de Khorramshahr fou un moment crucial i la victòria iraniana va capgirar la situació i encara se celebra cada any a l'Iran. Al final de la guerra, a mesura que es van restaurar les ciutats destruïdes, els iranians perses van tornar a la província, però no hi ha estadístiques de la població per ètnies. Khorramshahr fou l'única ciutat destruïda completament.
Diversos grups es va unir i durant la guerra entre Iran i Iraq es va acabar formant com a principal organització (1990) l'Al-Ahwaz Liberation Organisation (ALO), presidida per Faleh Abdullah al-Mansouri, un antic oficial del xa, que va haver de fugir a Holanda el 1989. A l'interior, un partit anomenat Islamic Reconciliation Party (Hezb al-Wefagh), conegut també com a Reconciliation Committee (Lejnat al-Wefagh), va romandre tolerat fins al 2006.
Una sèrie d'atacs armats es van produir el 2005, el primer en l'elecció presidencial del 12 de juny.

## Política i simbologia independentista

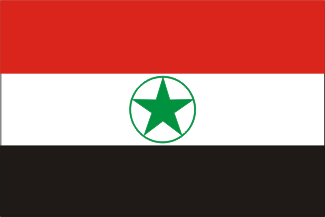
Bandera dels àrabs de Khuzestan, de l'ALO i altres organitzacions

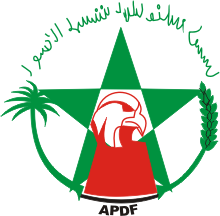
actual

La bandera adoptada per l'ALO com a nacional és en proporció oficial 1:2 (de fet, hi ha una majoria d'exemplars en 2:3), amb tres franges horitzontals, vermella, blanca i negra; al centre de la franja blanca, un anell verd i al seu interior, tocant l'anell, un estel verd de cinc puntes. El vermell representava la independència, el sacrifici i la defensa del país; el blanc, la pau, la puresa i l'amistat; el negre, la profunditat del mar; l'estel representava la grandesa i glòria dels àrabs i el poble; el cercle, el poble a l'entorn d'Ahwaz. Aquesta bandera és reconeguda com a bandera nacional per les tres organitzacions que formen l'ALO, i per altres organitzacions: el Democratic Solidarity Party of Al-Ahwaz, i l'Al-Ahwaz Arab Peoples Democratic Popular Front.
La situació interior posterior és bastant desconeguda; tots els grups d'oposició es van refugiar a l'Iraq, excepte L'Arabic Front Liberation Ahwaz (AFLA).

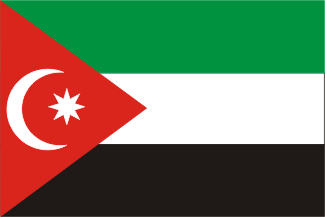
Bandera del parlament a l'exili 1999

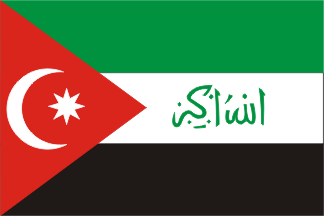
Bandera del parlament a l'exili 2007

L'anomenat Parlament d'Ahwaz (o Arabistan) a l'exili, format per una part dels grups àrabs opositors, va decidir el 1999 sobre la bandera nacional, amb l'acord de totes les tendències participants, però amb l'oposició de les vinculades a l'ALO, per motius polítics. La bandera seleccionada tenia els colors de la revolució àrab. La mitja lluna representa els habitants musulmans de la regió; l'estel té vuit puntes, una per cada revolució en què el poble d'Ahwaz ha participat. Els colors són coincidents amb els d'altres pobles àrabs que busquen la llibertat, com els palestins o sahrauís, amb què el poble d'Ahwaz declara una especial germanor i solidaritat. A la franja blanca, es va incloure les paraules "Allah Akbar" en verd (també en negre).
Els grups principals existents actualment són:
- Ahwaz Liberation Organisation (ALO), amb base a Holanda, ja esmentada.

Fou formada per la unió del Democratic Revolutionary Front for the Liberation of Arabistan (DRFLA), People's Front for Liberation of Arabistan (PFLA) i Arab Front for the Liberation of Al-Ahwaz (AFLA).
La seva branca armada és l'Ahwaz Popular Army (APA).
Els seus òrgans executius són l'Ahwaz Revolutionary Council i la Democratic Republic of Al-Ahwaz.
- Al-Ahwaz Arab Peoples Democratic Popular Front (AAPDF), amb base a Londres i dirigit per Mahmud Ahmad Al-Ahwazi.

La seva bandera és blanca amb l'emblema al centre. L'emblema està format per un cercle que a la part superior són les lletres aràbigues del nom i a la inferior, al costat esquerre una palmera i a la dreta una espiga de blat; al centre, l'estel de cinc puntes verd i al centre de l'estrella un pentàgon blanc, dins del qual hi ha un cap de falcó mirant al vol; sota el falcó, un trapezi vermell. La figura del centre imita, tanmateix, un puny, que era al centre de l'antic emblema; aquest incloïa també una mitja roda dentada i una falç, que donava indicació de la seva orientació esquerrana.
- Democratic Solidarity Party of Al-Ahwaz, amb base als Estats Units, membre de l'UNPO.

Propugna un estat federal i reconeix la integritat territorial de l'Iran.
És el motor del Congress of Iranian Nationalities for a Federal Iran (CINFI), en què participen diversos grups de l'Iran, entre els quals grups kurds, balutxis, àzeris, turcmans i alguns altres.

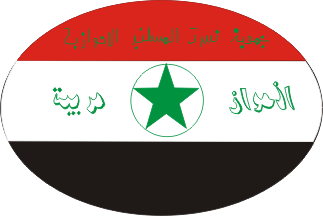
AARP

- Ahwaz Arab Renaissance Party, establert amb suport de Síria i actualment amb base al Canadà.

Va reclamar algunes bombes en un oleoducte (abril 2005) i a la ciutat d'Ahwaz (juny 2005), però altres grups també van reivindicar els fets i la seva activitat real sobre el terreny és, ara com ara, incerta.
El seu emblema presenta la bandera nacional. Inclou algunes inscripcions (les inscripcions de la imatge no són segures).

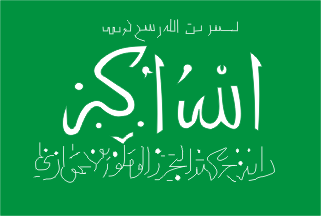
bandera

- Al-Ahwaz National Liberation Movement (Moviment Nacional d'Alliberament d'Al-Ahwaz); aquest partit va adoptar el 6 d'agost de 2007 una bandera verda amb les paraules "Allah Akbar", el nom del moviment (damunt) i altres inscripcions aràbigues (sota), tot en color blanc, i va reconèixer la bandera nacional d'Ahwaz decretada per l'anomenat parlament en l'exili. El secretari general és Sayed Taher Al-Sayed Na'ma. El seu organisme polític aglutinador és l'Al-Ahwaz National Assembly i el Parlament en l'exili.